# ホタルノヒカリ (いきものがかりの曲)
「ホタルノヒカリ」は、いきものがかりの楽曲。自身の14作目のシングルとして、エピックレコードジャパンからCDシングル・デジタル・ダウンロードで2009年7月15日に発売された。

## 解説
前作「ふたり」から約1か月半ぶりに発売された2009年第2弾シングル。初回仕様限定盤は『NARUTO -ナルト- 疾風伝』書き下ろしワイドキャップステッカー仕様で、特典として「NARUTO -ナルト- 疾風伝スペシャルカード」「いきものカード013」が封入されている。
『NARUTO』シリーズで同一アーティストが2度以上オープニングテーマを担当するのは、FLOWに次いで史上2組目となる。

## 収録曲
1. ホタルノヒカリ（4:02）
  - 作詞・作曲：水野良樹 / 編曲：江口亮 / 弦編曲：クラッシャー木村

テレビ東京系テレビアニメ『NARUTO -ナルト- 疾風伝』オープニングテーマ（2009年4月9日 - 9月24日放送分）。
テレビ神奈川『saku saku』 2009年7月度エンディングテーマ
MVは茨城県の筑波山で撮影が行なわれた。ほとんどが演奏シーンで構成されており、その多くがシルエットとなっている。
同じタイアップの「ブルーバード」はライブで頻繁に演奏されているのに対して、この曲は発売直後に行なわれた「お台場合衆国2009前夜祭」や、2009年9月に開催したファンクラブイベントなど一部のライブで披露された程度で、シングルA面曲でライブツアーで1度も演奏されていないのはこの曲のみとなっている。
2. おもいでのすきま（5:24）
  - 作詞・作曲：山下穂尊 / 編曲：湯浅篤

インディーズ時代から存在した楽曲。一部男声コーラスが入る。
3. ホタルノヒカリ -instrumental-

## 収録アルバム
- ハジマリノウタ（#1）
- BEST HIT NARUTO（#1）